# Список православных храмов Александрова
Православная архитектура Александрова — православные храмы, церкви и часовни города Александрова, которые составляют часть архитектурного наследия города. Принадлежат Русской православной церкви.
Храмы и церкви Александрова относятся к Александровскому благочинию Александровской епархии Русской православной церкви.

## Список храмов

### Действующие
| Название                                                   | Время основания                 | Адрес                    | Координаты                      | Фото |
| ---------------------------------------------------------- | ------------------------------- | ------------------------ | ------------------------------- | ---- |
| Собор Троицы Живоначальной в Успенском монастыре           | 1509—1513 годы                  | ул. Советская, 23—25     | 56°24′02″ с. ш. 38°44′22″ в. д. |      |
| Покровская церковь в Успенском монастыре                   | начало XVI века                 | ул. Советская, 23—25     | 56°24′03″ с. ш. 38°44′26″ в. д. |      |
| Церковь Распятия Христова в Успенском монастыре            | не позже 1-й трети XVI века     | ул. Советская, 23—25     | 56°24′00″ с. ш. 38°44′23″ в. д. |      |
| Церковь Сретения Господня в Успенском монастыре            | 2-я половина XVII века          | ул. Советская, 23—25     | 56°24′02″ с. ш. 38°44′31″ в. д. |      |
| Церковь Успения Пресвятой Богородицы в Успенском монастыре | Начало XVI века или 1570-е годы | ул. Советская, 23—25     | 56°24′00″ с. ш. 38°44′30″ в. д. |      |
| Церковь Феодора Стратилата в Успенском монастыре           | 1682 год                        | ул. Советская, 23—25     | 56°24′01″ с. ш. 38°44′19″ в. д. |      |
| Часовня надкладезная в Успенском монастыре                 | XVIII век                       | ул. Советская, 23—25     | 56°24′01″ с. ш. 38°44′28″ в. д. |      |
| Собор Рождества Христова                                   | XVIII век                       | Советский пер., 11       | 56°23′46″ с. ш. 38°43′43″ в. д. |      |
| Церковь Иконы Божией Матери Боголюбская                    | 1800 год                        | Красный пер., 2          | 56°23′37″ с. ш. 38°42′59″ в. д. |      |
| Церковь Преображения Господня                              | 1742—1743 годы                  | ул. Садово-Огородная, 2А | 56°24′06″ с. ш. 38°44′17″ в. д. |      |
| Церковь Серафима Саровского                                | 1904 год                        | ул. Вокзальная, 8        | 56°23′54″ с. ш. 38°42′20″ в. д. |      |
| Часовня Николая Чудотворца                                 | 2007 год                        | ул. Ленина, 81           | 56°23′55″ с. ш. 38°43′39″ в. д. |      |

### Утраченные
| Название                             | Время основания     | Адрес                                           | Координаты | Фото |
| ------------------------------------ | ------------------- | ----------------------------------------------- | ---------- | ---- |
| Часовня Михаила Архангела в Новинках | Не позднее XIX века | д. Новинки                                      | ?          |      |
| Часовня Спаса Всемилостивого         | Конец XIX века      | ул. Московская (адрес по состоянию на 1917 год) | ?          |      |